# Amir Lando
Amir Francisco Lando (Piratuba, 25 de abril de 1944) es un político brasileño. Actualmente es senador por el estado de Rondônia, elegido por el Partido del Movimiento Democrático Brasileño.
Se dio a conocer en 1992 cuando fue escogido como portavoz de la Comisión que investigó la supuesta corrupción del presidente Fernando Collor de Mello. Nuevamente, en 2005 un nuevo Escándalo de las mensualidades dio notoriedad a Lando, siendo nombrado presidente de la Comisión que ingestigó el asunto.
Se presentó las elecciones a la gobernaduría de Rondonia de 2006, quedando en cuarto lugar con el 6,17% de los votos válidos.